# Po poyas v nebe
Po poyas v nebe (tiếng Nga: По пояс в небе, tiếng Việt: Tại lần trên bầu trời) là album phòng thu thứ tư của nhạc sĩ rock người Nga Nikolai Noskov, được hãng đĩa Misteriya zvuka phát hành vào ngày 7 tháng 3 năm 2006. Album được biểu diễn tại Điện Kremlin vào ngày 10 tháng 3 năm 2006, ba ngày sau khi phát hành album được phát hành.

## Danh sách bài hát
| STT | Nhan đề                                                 | Sáng tác                       | Thời lượng |
| --- | ------------------------------------------------------- | ------------------------------ | ---------- |
| 1.  | "Po poyas v nebe (Tại lần trên bầu trời)"               | Nikolai Noskov, Damir Yakubov  | 5:25       |
| 2.  | "A na men'shee ya ne soglasen (Và ít Tôi không đồng ý)" | Nikolai Noskov, Oleg Gegel'sky | 4:20       |
| 3.  | "Ya ne veryu (Tôi không tin)"                           |                                | 4:50       |
| 4.  | "Pobud' so mnoy (Ở lại với tôi)"                        | Nikolai Noskov, Oleg Gegel'sky | 4:31       |
| 5.  | "Zachem (Tại sao)"                                      | Nikolai Noskov, Damir Yakubov  | 5:47       |
| 6.  | "Talyanochka"                                           | Nikolai Noskov, Oleg Gegel'sky | 4:38       |
| 7.  | "Lyubov' i eda (Tình yêu và thực phẩm)"                 | Nikolai Noskov, Oleg Gegelsky  | 3:39       |
| 8.  | "Idu ko dnu (Tôi đi đến phía dưới)"                     | Nikolai Noskov, Oleg Gegelsky  | 3:35       |
| 9.  | "Fenechka"                                              | Nikolai Noskov, Oleg Gegelsky  | 4:30       |
| 10. | "Spasibo (Cảm ơn bạn)"                                  | Nikolai Noskov, Igor Brusencev | 5:08       |